# X Company
X Company è una serie televisiva di produzione canadese e ungherese, ideata da Mark Ellis e Stephanie Morgenstern.
La serie è stata trasmessa per la prima volta in Canada dal 18 febbraio 2015 al 15 marzo 2017 dalla CBC Television.
Ispirata alla storia del Camp X, la serie è ambientata durante la Seconda Guerra Mondiale e segue le avventure di cinque agenti segreti che lavorano come resistenza contro l'invasione tedesca in Francia.
Non si hanno notizie definitive relativamente alla sua distribuzione in Italia, ma la serie è stata rinnovata per una terza e ultima stagione, trasmessa dall'11 gennaio al 15 marzo 2017.

## Personaggi e interpreti
- Évelyne Brochu (Aurora Luft)
- Jack Laskey (Alfred Graves)
- Warren Brown (Neil Mackay)
- Dustin Milligan (Tom Cummings)
- Connor Price (Harry James)
- Hugh Dillon (Duncan Sinclair)
- Lara Jean Chorostecki (Krystina Breeland)

## Episodi
| Stagione         | Episodi | Prima TV Canada | Prima TV Italia |
| ---------------- | ------- | --------------- | --------------- |
| Prima stagione   | 8       | 2015            | inedita         |
| Seconda stagione | 10      | 2016            | inedita         |
| Terza stagione   | 10      | 2017            | inedita         |